# Judiceratops
Judiceratops („Rohatá tvář od řeky Judith“) byl rod rohatého dinosaura (ceratopsida), žijícího v období svrchní křídy (stupeň kampán, asi před 80 až 75 miliony let) na území dnešního státu Montana (USA).
Typovým druhem je J. tigris, popsaný v roce 2013. Šlo o mohutného čtyřnohého býložravce s masivní hlavou a dlouhými rohy. Zajímavé je, že šlo pravděpodobně o nejstaršího známého zástupce podčeledi Chasmosaurinae. Holotyp nese označení YPM VPPU 022404 a zkameněliny byly objeveny v sedimentech souvrství Judith River.